# Cosimo Convertino
Cosimo Convertino (Massafra, 24 febbraio 1939) è un politico italiano.

## Biografia
Nato a Massafra nel 1939, conseguì la laurea in medicina e chirurgia ed esercitò la professione di medico.
Militò politicamente nelle file del Partito Socialista Italiano, con il quale fu eletto consigliere comunale nella sua città. Eletto al Consiglio regionale della Puglia, fu vice-presidente del consiglio dal 1990 al 1992.
Nell'ottobre 1992 venne eletto presidente della Regione, primo e unico presidente socialista nella storia dell'ente; la giunta da lui presieduta, sostenuta dai partiti di centro-sinistra PDS, PSI e PSDI, si dimise però pochi giorni dopo il suo insediamento: la maggioranza in Consiglio regionale venne infatti raggiunta solo grazie ai voti decisivi dei consiglieri del Movimento Sociale Italiano, suscitando proteste sia da parte dell'opposizione democristiana sia da parte di esponenti dello stesso centro-sinistra.
Dal 1992 al 1995 fu presidente del Consiglio regionale.